# Technical

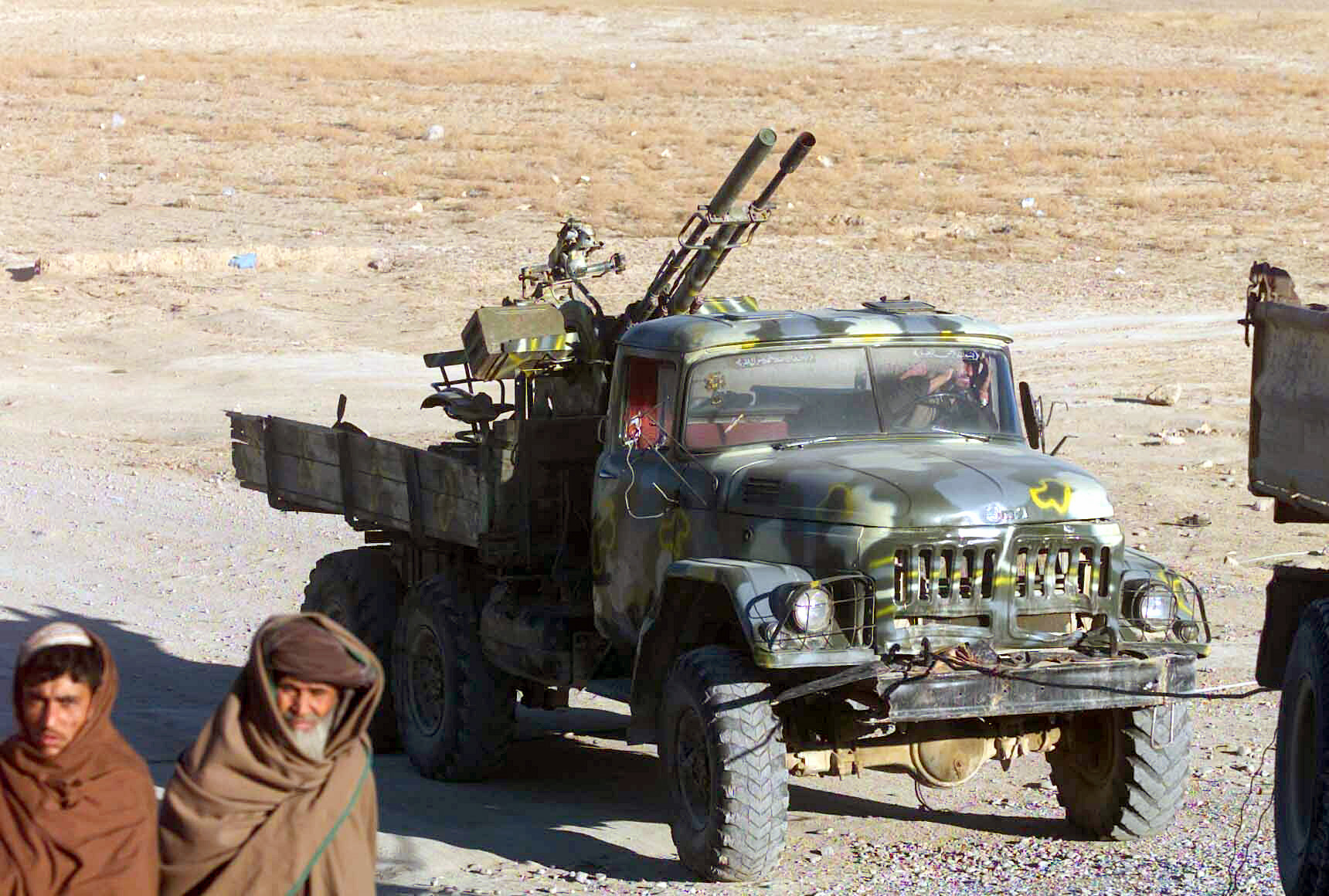
Technical auf Basis eines ZIL-131 in Afghanistan

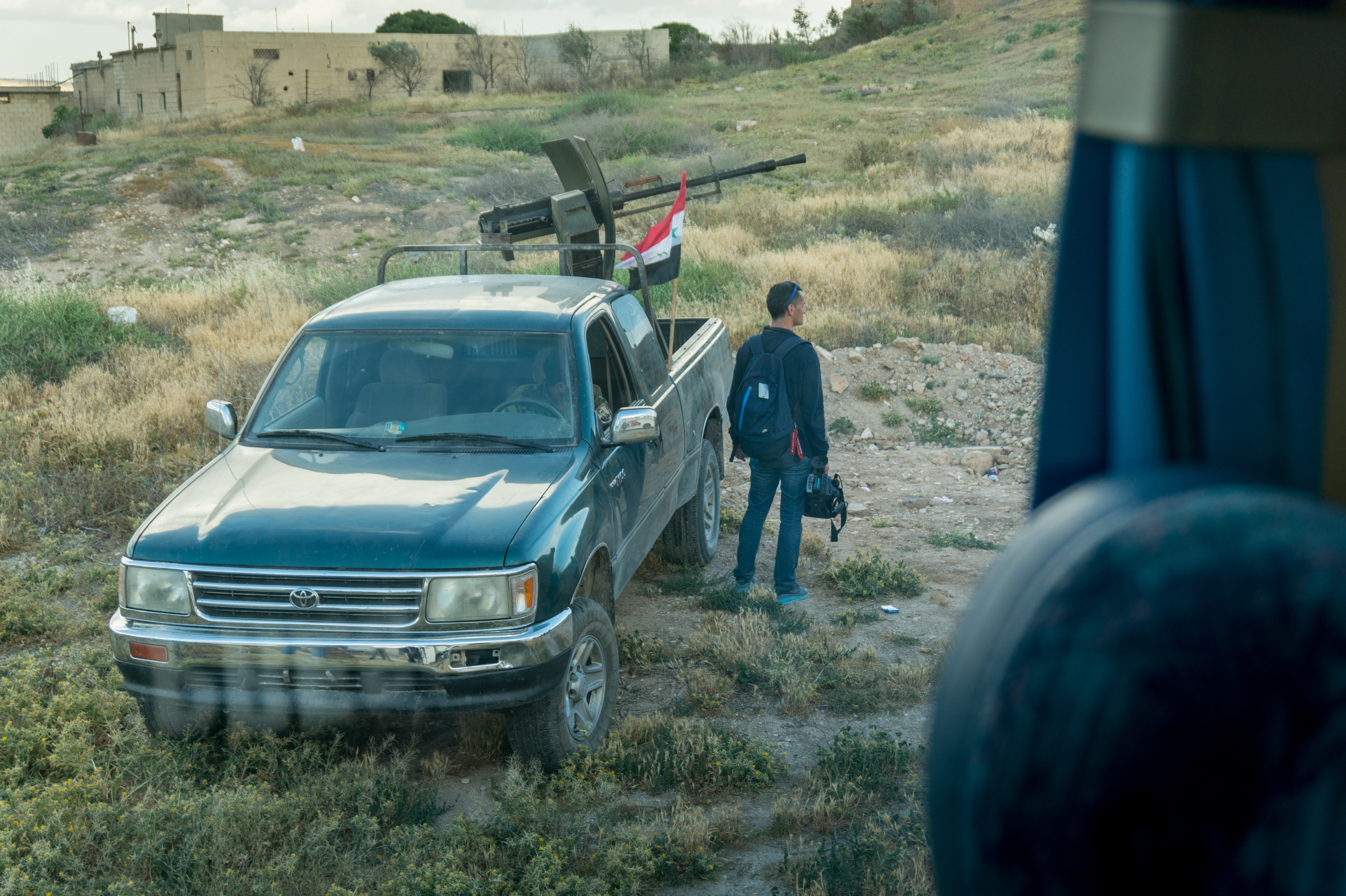
Technical auf Basis eines Toyota T100 mit einem sowjetischen KPWT-MG

Als Technical bezeichnet man einen zum Kampfeinsatz umgebauten ungepanzerten Wagen, auf dem eine einfache Waffe wie ein Maschinengewehr, ein rückstoßfreies Geschütz, eine Flak oder eine Pak montiert ist.
Sie finden meist im Kontext der asymmetrischen Kriegführung Verwendung. Meist handelt es sich um ein einfach modifiziertes Geländefahrzeug mit Allradantrieb und einer Ladefläche, Pick-up genannt, auf der die jeweilige Bewaffnung ihren Platz findet. Die Umbauten beschränken sich meist auf das Umlackieren in Tarnfarben, Anbringen von Aufnahmemöglichkeiten für Munition und in einigen Fällen auch das Entfernen des Daches der Fahrerkabine. Die Besatzung besteht aus Fahrer, Waffenbedienung und einer nicht festgelegten Anzahl von Schützen, die sich nach dem auf dem Fahrzeug gegebenen Platz richtet.
Handelt es sich um einen voll gepanzerten Wagen, spricht man in Abgrenzung zum Technical von Panzerwagen.

## Etymologie

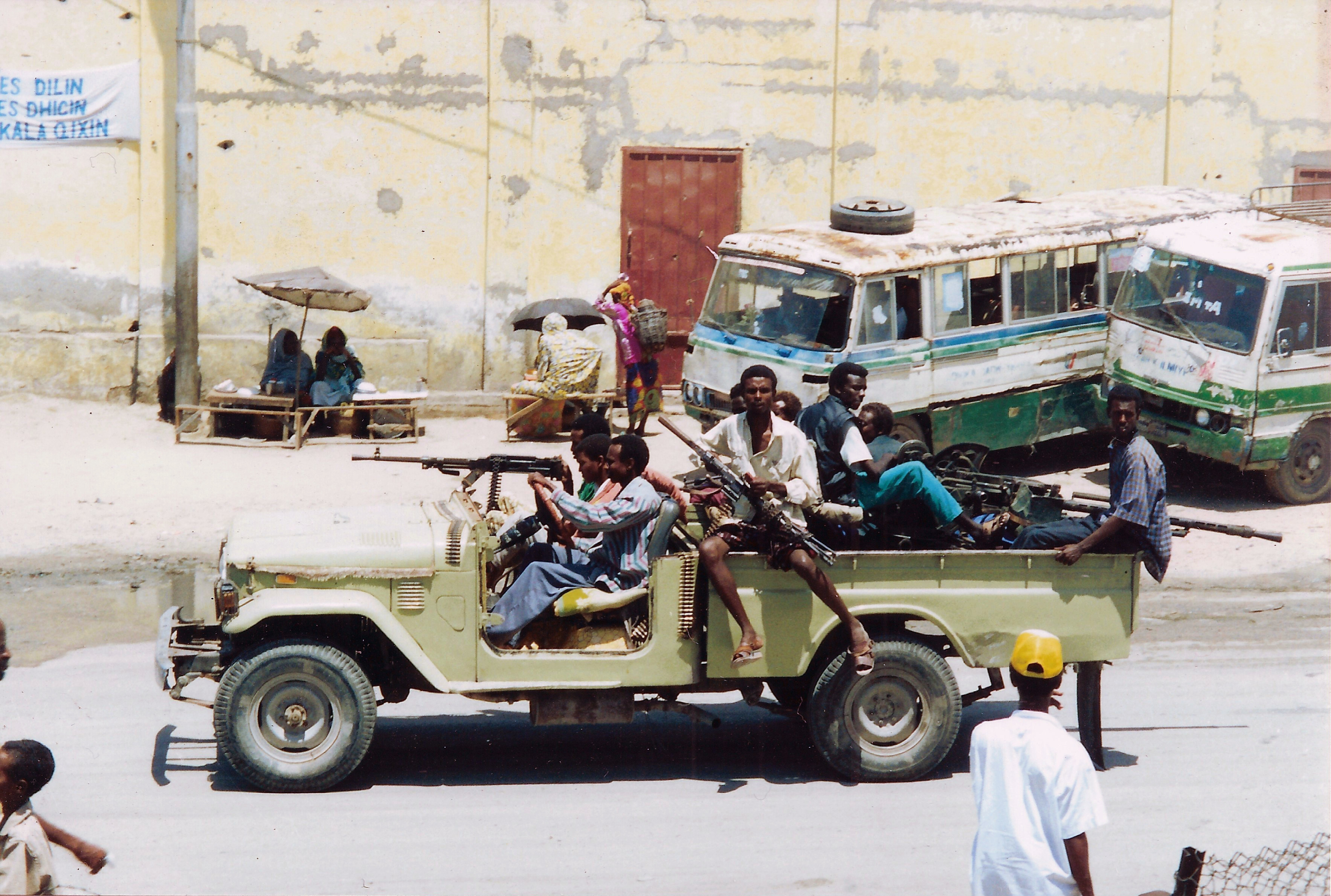
Technical in Mogadischu, Somalia

Der Begriff technical ist eine Verkürzung des englischen technical assistance grant (deutsch: „Zuwendung für technische Ausrüstung“). Seine Popularisierung erfuhr er im Rahmen der UNOSOM-Einsätze im Somalischen Bürgerkrieg zu Beginn der 1990er Jahre. Da die Vereinten Nationen vor Ort wirkenden Hilfsorganisationen die Anstellung auswärtigen Wachpersonals untersagten, gewährten diese Organisationen ihren Mitarbeitern technical assistance grants, womit diese vor Ort Wagen und Fahrer bezahlten. Im Laufe des UN-Mandats nahm die Bewaffnung dieser Wagen zu.

## Geschichte

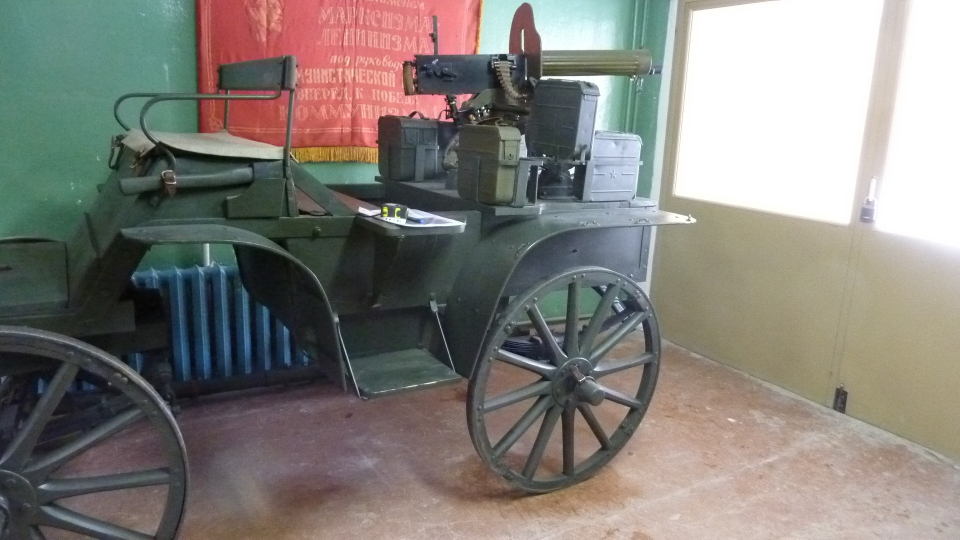
Restaurierte Tatschanka

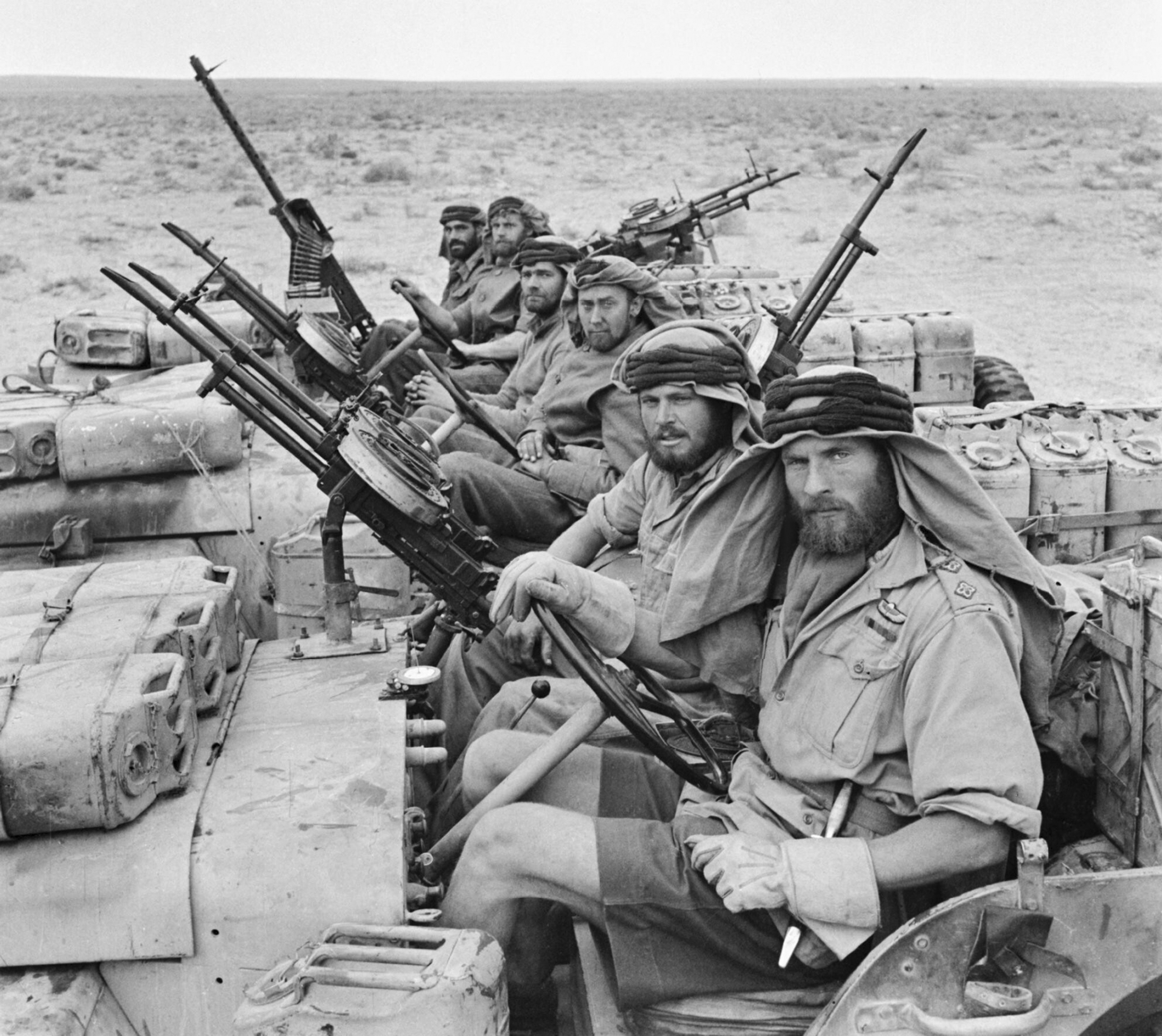
Angehörige des SAS nach einer Patrouille (Nordafrika, 1943)

### Russischer Bürgerkrieg
Die Geschichte dieser Fahrzeuge reicht zurück bis zu den Anfängen der Automobilisierung. Vorläufer der Technicals waren mit Maschinengewehren ausgestattete Pferdekutschen, sogenannte Tatschankas, die im Russischen Bürgerkrieg von 1917 bis 1920 zum Einsatz kamen.

### Zweiter Weltkrieg
Im Zweiten Weltkrieg wurden bewaffnete Geländewagen, wie der Chevrolet WB 30 Patrol Truck und der Willys MB Jeep, von britischen Truppen wie der Long Range Desert Group und dem Special Air Service (SAS) eingesetzt.

### Westsahara-Krieg
In größerem Umfang wurden umgebaute zivile Geländewagen erstmals von der Polisario in ihrem ab 1975 geführten Krieg für die Unabhängigkeit Westsaharas gegen Mauretanien und Marokko verwendet.

### Libysch-Tschadischer Grenzkrieg
Der operative Einfluss von Technicals auf die abschließende Wende des Libysch-Tschadischen Grenzkrieges im Jahre 1987 trug diesem Konflikt aufgrund des massenhaften Einsatzes von bewaffneten Toyota Hilux die Bezeichnung „Toyota-Krieg“ ein.

## Verwendungen
Technicals werden meist nach einer der drei folgenden Methoden verwendet:
1. Der Technical durchfährt schnell das Gefechtsgebiet und beschießt dabei das ganze Gebiet mit Unterstützungsfeuer. Danach begibt sich das Fahrzeug wieder in sichere Deckung (Hit-and-run-Taktik).
2. Der Technical versucht schnell den Gefechtsort zu erreichen und feuert danach mit gezielten Schüssen.
3. Als Truppentransporter. Der Technical transportiert eine Truppenabteilung zum Gefechtsort, und danach unterstützt er die Abteilung mit seiner Waffenausrüstung.

## Belege und Anmerkungen
1. ↑  Luisa Seeling: Auf der Pritsche. Rebellen-Fahrzeug Toyota-Hilux. In: Süddeutsche Zeitung. 23. August 2014, abgerufen am 30. August 2014 (IS-Kämpfer und Taliban, somalische Piraten und libysche Milizionäre – alle fahren Toyota Hilux. Warum Aufständische in aller Welt besonders gerne den japanischen Geländewagen nutzen.).
2. 1 2  Gutschker, Thomas; Boris Schmidt, Boris; Scheen, Thomas: Die Kavallerie des kleinen Mannes. Toyotas „Pick-ups“. In: Frankfurter Allgemeine Zeitung. 11. April 2011, abgerufen am 11. April 2011.